# Mỡ vạng
Mỡ vạng hay sói gỗ (danh pháp khoa học: Pachylarnax praecalva) là một loài thực vật thuộc họ Magnoliaceae. Loài này có ở Campuchia, Trung Quốc, Indonesia, Malaysia, và Việt Nam. Ở Việt Nam, loài này có trong các khu rừng lá rộng thường xanh của Tây Nguyên. Số lượng cá thể của nó đang giảm sút do bị khai thác để lấy gỗ.